# استذكار

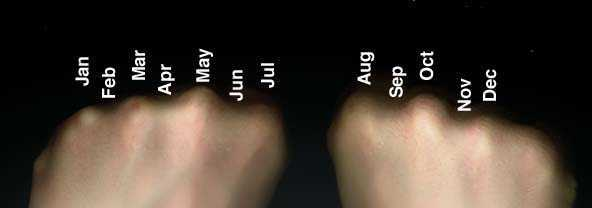

الأُذكورة أو الاستذكار طريقة تعليمية لتثبيت المعلومات ولتسهيل تذكرها. وتهدف مهارة الاستذكار إلى تحويل المعلومات إلى صيغة يمكن للعقل الاحتفاظ بها بشكل أفضل من لو كانت بصيغتها الأصلية. حتى أن مجرد تعلم عملية التحويل قد يساعد بدوره على نقل المعلومات إلى الذاكرة طويلة المدى. وتتم عملية الاستذكار بربط المعلومة بموقف أو صورة أو محادثة أو كلمة. وهي تختلف من شخص آخر حسب طبيعة استذكاره ويعتقد أن الطريقة المثلى في الاستذكار هو ربط المعلومة بموقف ما ومراجعتها مع الغير ولقد قام الكثير من علماء النفس بالكثير من الدراسات لحصر أكثر الطرق شيوعا في عملية الاستذكار. تُستخدم مهارة الاستذكار لعمل القوائم والمواد السمعية/ كما أنه يُفعل مع أشكال أخرى من المعلومات أو المواد البصرية أو الحركية. واستخدام مهارات الاستذكار بُني على أساس ملاحظة سهولة تذكر العقل البشري للمعلومات المكانية أو الشخصية أو المفاجئة أو الفيزيائية أو الجنسية أو الفكاهية أو غيرها من المعلومات 'المشابهة ' بخلاف الصيغ المجردة أو غير الشخصية من المعلومات.

## اشتقاق
كلمة mnemonic (فن الاستذكار) مشتقة من الكلمة اليونانية القديمة μνημονικός (mnēmonikos) والتي تعني «من الذاكرة أو متعلق بالذاكرة», كما ترتبط بمنموسن Mnemosyne («ذكرى») اسم آلهة الذاكرة في الأساطير اليونانية. وجميع هذا الكلمات مشتقة من μνήμη (mnēmē) «ذكرى وذاكرة». فنون الاستذكار في العصور القديمة كانت تستخدم في سياق ما يعرف اليوم باسم فن الذاكرة. وقد ميز اليونانيون القدماء والرومان بين نوعين من الذاكرة: الذاكرة 'الطبيعية' والذاكرة 'الاصطناعية '. فالأولى وراثية وهي التي يستخدمها الجميع تلقائيا وبدون تفكير. أما الذاكرة الاصطناعية في المقابل فلا بد من تدريبها وتطويرها من خلال التعلم وممارسة مجموعة متنوعة من التقنيات المساعدة للذاكرة. النظم الذاكرية هي تقنيات أو استراتيجيات خاصة تستخدم بوعي لتطوير الذاكرة. فهي تساعد على توظيف المعلومات المخزنة حاليا في الذاكرة طويلة المدى لجعل عملية الحفظ أسهل.

## التاريخ
الاسم العام لفنون الاستذكار أو تقنية الذاكرة، كان الاسم المستعمل للوسائل التي تساعد الذاكرة وتسمح للعقل بإعادة إنتاج فكرة غير مألوفة نسبيا، وخاصة سلسلة من الأفكار غير المترابطة من خلال ربطها أو ربطهم بطريقة مبتكرة بحيث يُذكر كل جزء منهما بالآخر.
وقد تعهد السفسطائيون والفلاسفة اليونانيون الوسائل الذاكرية كما كرر أفلاطون Plato وأرسطو Aristotle الإشارة إليها. وفي وقت لاحق وُعز الاختراع للشاعر سيمونديس Simonides, ربما بسبب شهرة قوة ذاكرته. شيشرونCicero والذي يولي الفن اهتماماً كبيراً، ولكنه ليس بقدر الاهتمام الذي يوليه لمبدأ التنظيم باعتباره أفضل معاون للذاكرة، وبالحديث عن كارنيادس Carneades(أو ربما تشارميدس Charmades) من اثينا وميتروديورس Metrodorus من قرية سكيبسس Scepsis , كنماذج بارزة على استخدام الصور المنظمة جيداً لمساعدة الذاكرة. وقد أولى الرومان أهمية كبيرة لمثل هذه الأمور لكونها تساعد في الخطابة العامة. وقد أُسس نظام فن الاستذكار اليوناني والروماني على أساس استخدام الأماكن والعلامات العقلية أو الصور، والتي تعرف بفنون الاستذكار «الموضعية». وقد كان اختيار منزل كبير حيث ترتبط فيه الغرف والجدران والنوافذ والتماثيل والأثاث إلخ.., كل على حده بأسماء أو عبارات أو أحداث أو أفكار معينة من خلال صور رمزية هو الأسلوب الأكثر شيوعاً. وينبغي عليك لأجل تذكرها أن تبحث خلال غرف المنزل حتى تكتشف المكان المعين الذي اودعتها فيه بخيالك.

## التطبيقات
وتستخدم مجموعة واسعة من فنون الاستذكار لمجموعة أوسع من الأغراض المختلفة. ومن أكثر فنون الذاكرة استخدام ما يتعلق بالقوائم والسلاسل الرقمية واكتساب اللغات الأجنبية.

## للقوائم
فن الاستذكار الدارج للقوائم المرقمة هو ابتكار اختصار سهل التذكر أو أخذ الحروف الأول من كل عنصر في القائمة لابتكار عبارة سهلة التذكر تكون فيها الكلمات مع نفس الاختصار هي المادة. بإمكان أي شخص ابتكار فنون استذكار خاصة به لمساعدته على حفظ مواد جديدة.
بعض الأمثلة الشائعة لفنون الاستذكار بالحرف الأول:
- لحفظ ألوان قوس قزح: عبارة «حاول باحثو الصحة والخدمات زيارة النائب البريطاني» – كل من الأحرف الأولى يطابق ألوان قوس قزح بالترتيب (الأحمر والبرتقالي والأصفر والأخضر والأزرق والنيلي والبنفسجي).
- لحفظ بحيرات أمريكا الشمالية العظمى: فإن الاختصار إسهام – يطابق حروف البحيرات الخمس (إري، وسوبيريور، وهرون، واونتاريو، وميشيغان)
- لحفظ أسماء الكواكب، استخدام فن الاستذكار الكوكبي: «عمتي زينت أرفف المنزل والمزرعة بالزهور وأوراق النباتات» - حيث يطابق كل من الأحرف الأولى اسم أحد الكواكب مجموعتنا الشمسية (عطارد والزهرة والأرض والمريخ والمشتري وزحل وأورانوس ونبتون)
- لحفظ عدد أيام الأشهر الميلادية واليوليانية تستخدم تقنية استذكار المفاصل الإصبعية.

## للسلاسل رقمية
بالإمكان استخدام عبارة ذاكرية أو قصائد لترميز السلاسل الرقمية من خلال عدة طرق، وأشهرها هي إنشاء عبارة جديدة يمثل فيها عدد الحروف في كل كلمة رقم من أرقام ثابت الدائرة بأي (3.14159265358979 pi). 	

## لاكتساب اللغات الأجنبية
قد تفيد فنون الاستذكار في تعلم اللغات الأجنبية، مثلًا بتبديل الكلمات الأجنبية الصعبة مع كلمات يعرفها المتعلم سلفًا في لغته. ومثل هذه التقنية مفيدة في العثور على كلمات ربط، أي كلمات نُطقها في اللغة المعروفة مشابه للغة المستهدفة، ومن ثم ربطهم بصريًا أو سمعيًا مع الكلمة المستهدفة.
تقنية أخرى تفيد المتعلمين للغات المُميزة بين الجنسين تتمثل في ربط الصورة الذهنية للكلمات بلون يطابق الجنس في اللغة المستهدفة.

## الفاعلية
أظهرت دراسة أكاديمية حول استخدام فنون الاستذكار فعاليتها. وفي إحدى هذه التجارب التي استهدفت أشخاص من مختلف الأعمار طبقوا تقنيات فن الاستذكار من أجل تعلم مفردات جديدة تفوقوا على المجموعات التي طبقت التعليم السياقي أو اساليب التعليم الحر.
وتختلف فاعلية فنون الاستذكار من مجموعة لمجموعة حيث تتفاوت بين الأطفال الصغار والكبار في السن. تتطلب استراتيجيات تعلم فن الاستذكار بعض الوقت والموارد من المعلمين لأجل تطوير وسائل مبتكرة وفعالة. وكلما كانت الوسائل الذاكرية أكثر بساطة وإبداعية كانت أكثر فاعلية للتعليم عادة. يجب أن تُستخدم الوسائل الذاكرية في الفصول الدراسية في الوقت المناسب وبتسلسل تعليمي من أجل تحقيق أكبر قدر ممكن من فاعليتها. [14]
كانت فنون الاستذكار تُرى أنها أكثر فاعلية لمجموعة الأشخاص الذين يعانون من أو لديهم ذاكرة طويلة المدى ضعيفة كالكبار في السن مثلًا. وبعد خمس سنوات من الدراسة للتدريب الذاكري، قام فريق بحثي بمتابعة 112 من المسنين، 60 سنة فما فوق، في المجتمع الحضري. كما تم تقييم تذكر قائمة من الكلمات قبل وبعد التدريب الذاكري مباشرة، وعلى مدى خمس سنوات من المتابعة. وعمومًا لم يظهر فرق كبير في تذكر الكلمة قبل التدريب وأثناء المتابعة. ولكن الأداء قبل التدريب حصل على نقاط الأداء بعد التدريب مباشرة وأما مع استخدام فن الاستذكار فقد تم توقع حصوله على نقاط الأداء أثناء المتابعة. فالأفراد الذين ذكروا أنهم استخدموا فنون الاستذكار أظهروا أعلى مستوى من الأداء عمومًا، مع نقاط أعلى بكثير مما أحرزوا قبل التدريب. فالنتائج تشير إلى أن للتدريب الذاكري فوائد على المدى الطويل لبعض المسنين، خصوصًا من استمر منهم في توظيف فن الاستذكار.[15] وهذا يتناقض بشدة مع الدراسة التي أُجريت على طلاب الطب حيث أظهر الاستبيان أن ما يقارب 20% فقط يستخدمون الاختصارات الذاكرية.[16] على الرغم من أن الغالبية من كل فئة عمرية معينة بإمكانهم الاستفادة من استخدام فنون الاستذكار، إلا أنه ليس بإمكان الجميع التعلم بصورة أفضل ب استخدام ها. [بحاجة إلى المزيد من الإيضاح ] أشارت الدراسات (لاسيما «الرقم السحري سبعة، زائد أو ناقص اثنان» "The Magical Number Seven, Plus or Minus Two") أن الذاكرة قصيرة المدى للأشخاص البالغين بإمكانها الاحتفاظ بعدد محدود من العناصر فقط. فجمع العناصر في قوالب أكبر مثل ما يحدث عند استخدام فن الاستذكار قد يكون أحد الأسباب التي تسمح للعقل بالاحتفاظ بأكبر قدر ممكن من المعلومات في الذاكرة قصيرة المدى، والتي قد تساعد بدورها على تشكيل ذكريات طويلة المدى.

## الجمل الاستذكارية
الجمل الاستذكارية في علم التجويد:
- «قطب جد» للدلالة على حروف القلقلة
- «فحثه شخص سكت»، والتي تشير للحروف العربية المهموسة
- الحرف الأول من كل كلمة في «أخي هاك علما حازه غير خاسر» للإشارة إلى حروف الحلق
- «اِبْغِ حَجَّكَ وَخَفْ عَقِيمَهُ» للحروف القمرية
- في علم النحو «سألتمونيها» للإشارة إلى الحروف التي تضاف لجذر الفعل الأصلي.
- قَالَ صَاحب كنز الدقائق رَحمَه الله تَعَالَى وَلَا يرفع يَدَيْهِ إِلَّا فِي فقعس صمعج أَي إِلَّا فِي مدلولات حُرُوف هَذَا اللَّفْظ. فالفاء عَلامَة تَكْبِير الِافْتِتَاح أَي تَكْبِير التَّحْرِيمَة. وَالْقَاف عَلامَة الْقُنُوت. وَالْعين عَلامَة الْعِيدَيْنِ. وَالسِّين عَلامَة الْحجر الْأسود أَي عِنْد استلامه. وَالصَّاد عَلامَة الصَّفَا. وَالْمِيم عَلامَة الْمَرْوَة. وَالْعين الثَّانِي عَلامَة عَرَفَات. وَالْجِيم عَلامَة الْجَمْرَتَيْن الأولى وَالْوُسْطَى وَقد نظمها الشَّاعِر.

ارْفَعْ يَديك لَدَى التَّكْبِير مفتحا... وقانتا وَالْعِيدَيْنِ قد وَصفا
وَفِي الوقوفين والجمرتين مَعًا... وَفِي استلام كَذَا فِي مروة وَصفا
- «صُنْ شَمْلَهُ»: أسماء الأنبياء المصروفة: صالح، نوح، شعيب، محمد، لوط، هود
- "يَرْمُلُونَ: حروف الإدغام

## باللغات الأخرى

### في اللغة الإنجليزية
- تشير حروف جملة Richard Of York إلى ألوان الطيف.
- تشير الحرف الأول من كل كلمة في الجملة التالية لأسماء الكواكب في المجموعة الشمسية: My Very Educated Mother Just Served Us Nine Pizzas
- تشير الحروف OPSHACOM (اوبشاكوم) إلى ترتيب الصفات عند تركيب الجملة الإنجليزية: opinion, shape, age, color,origin,material

### في اللغة الهولندية
تشير الجملة الاستذكارية "'t kofschip" (ت كوفتسخب) إلى نهايات الفعل التي تحدد ما إذا كان الفعل المضارع يصرف بt- أو d-.

## مقالات ذات صلة
- تقسيم (علم النفس)